# Eun-Ja Kang
Eun-Ja Kang, née en 1966 à Haenam (Corée du Sud) et arrivée en 1989 en France, est une femme de lettres française.
Elle a enseigné le français et les cultures françaises et européennes de 2019 à 2022 en Corée du Sud. Depuis 2023,  elle enseigne le français en France. 

## Biographie

### Études et amour du français
En 1982, elle est reçue troisième au Lycée de filles de Haenam (Corée du Sud). C'est au lycée qu'elle découvre le français et tombe amoureuse de cette langue, qu’elle préfère à l’anglais. Dès lors, elle rêve d'écrire des romans en français, et étudie seule une leçon de grammaire française par nuit. Au baccalauréat, elle choisit le français comme première langue étrangère.
En 1985, elle est reçue première à la faculté de Langues étrangères de l'université Chung-Ang (Séoul, Corée du Sud), et s'inscrit au département de français. Le premier roman qu'elle lit en français est Le Petit Prince de Saint-Exupéry. Et, ensuite, elle lit Stendhal, Balzac, Dumas, Nerval… et A la recherche du temps perdu de Proust qu'elle met cinq mois à terminer en lisant quatorze heures par jour. D'après M. Young-Kyu Song, son ancien professeur de français à l'université Chung-Ang et président de la Société Coréenne des Traducteurs (SCT), elle est la première étudiante coréenne à avoir lu en français les sept tomes de A la recherche du temps perdu.
Une licence de langue et littérature françaises en poche, elle part en 1989 pour la France. Elle obtient à l'université Lyon II (Lyon, France) une maîtrise de Lettres modernes françaises en 1991 et un DEA de langue, littérature et civilisation françaises en 1993.
C'est en janvier 2002 qu'elle soutient avec succès à l'université de Bourgogne (Dijon, France) sa thèse de doctorat de littérature française et comparée, intitulée La Négation du monde réel : du désir à la perversion chez André Breton et Yi Sang.

### Carrière littéraire
Après avoir essuyé des refus auprès des éditeurs, elle envoie en avril 2002 La Vallée de la Prospérité, son deuxième roman écrit en français, au concours littéraire organisé par la Fondation Cino Del Duca, qui l'élit.
Une fois lauréate de la Bourse Cino Del Duca, elle trouve sans difficulté un éditeur. C'est ainsi que chez Fayard paraît en avril 2003 La Vallée de la Prospérité sous le nouveau titre du Bonze et la femme transie, une fable  impertinente sur le bouddhisme, où les voies tortueuses de la sagesse passent par l'amour  et le renoncement à cet amour (Le Point). En octobre, Le Bonze et la femme transie reçoit le Prix Bourgogne de littérature.
En 2004, Le Bonze et la femme transie paraît en Corée du Sud, traduit en coréen par Young-Kyu Song, son ancien professeur de français et président de la Société Coréenne des Traducteurs.
En 2005,  Les Promis, son deuxième roman, sort chez Fayard, tandis que Le Bonze et la femme transie est repris en Livre de Poche et en format Gros Caractères par A Vue d’œil.
En 2005, Le Bonze et la femme transie entre dans le programme d’études du département de français de l’université Loyola Marymount, États-Unis.
En 2006, Les Promis est élu meilleur second titre par Colophon, une association des lecteurs de Grignan. Les Promis est aussi sélectionné par le prix littéraire international Soroptimist.
En 2013, L'Etrangère reçoit le Prix du Rayonnement de la langue et de la littérature françaises de l'Académie française.
En 2021, Le dernier Testament: avant l'anéantissement de la Terre est publié aux éditions L'Harmattan.
En 2022, Une Pêcheuse de l'île de trois abondances est publié aux éditions L'Harmattan.

## Œuvres
- Le Bonze et la femme transie, éd. Fayard, Paris, 2003  (ISBN 2-213-61583-7) ; repris par le Grand Livre du Mois, Paris, 2003  (ISBN 2-7028-8410-5), par le Livre de poche, Paris, 2005  (ISBN 2-253-10888-X), par A Vue d'œil, Paris, 2005  (ISBN 2-84666-248-7)
- Bibliothèques imaginaires, nouvelle, collectif, éd. Amis de la Bibliothèque de Dijon, 2004 (ISBN 2-9523243-0-0) édité erroné (BNF 39910006)
- Les Promis, éd. Fayard, Paris, 2005  (ISBN 2-213-62302-3)
- L’Étrangère, éd. du Seuil, Paris, 2013  (ISBN 978-2-02-111343-3)
- Lettres nomades, nouvelle, collectif, éd. La Contre allée  (ISBN 9782917817681)
- Le dernier Testament: avant l'anéantissement de la Terre, éd. L'Harmattan, Paris, 2021  (ISBN 978-2-343-22708-5)
- Une Pêcheuse de l'île de trois abondances, éd. L'Harmattan, Paris, 2022  (ISBN 978-2-14-026574-7)
- Avertissements échelonnés, éd. L'Harmattan, Paris, 2023  (ISBN 978-2-14-034611-8)
- Le français pour les apprenants immigrants,  Independently published, Paris, 2024 (ISBN 979-8324363000)

## Prix littéraires
- Bourse littéraire de la Fondation Cino Del Duca, 2002
- Prix Bourgogne de littérature, 2003
- Académie française : Prix du rayonnement de la langue et de la littérature françaises, 2013